# Abbeyshrule
Abbeyshrule, in gaelico irlandese Mainistir Shrúthlaa, è situato nel sud-est del County Longford, in prossimità del Royal Canal. Essendo situata in un luogo favorevole, in mezzo ad altri centri abitati come Athlone, Longford, Mullingar, è diventata un piccolo centro degli affari locali, anche grazie al piccolo aerodromo di cui è dotata la cittadina.